# Roberto Paci Dalò
Roberto Paci Dalò (Rimini, 27 gennaio 1962) è un compositore, regista e artista visivo italiano.
Cofondatore nel 1985 della compagnia di arti performative Giardini Pensili, ha studiato musica e arti visive a Fiesole, Faenza e Ravenna. Nel 1987 è in residenza artistica alla Djerassi Foundation, nel 1993 riceve il premio DAAD Artists-in-Berlin Program. Nel 1994 riceve una nomination da Prix Ars Electronica nella categoria Interaktive Kunst per Realtime, nel 1999 nella stessa categoria per il progetto Cicerone. È membro della Internationale Heiner Müller Gesellschaft di Berlino.

## Vita e opere
Si avvicina al mondo del teatro ancora studente liceale, nel 1980 con il Collettivo della Valdoca (poi Teatro Valdoca) a Cesena fondato da Cesare Ronconi, Giovanni Carpano, Gianguido Palumbo e Mariangela Gualtieri. Nel 1988 crea a Gerusalemme la RPD Klezmer Orchestra, il primo ensemble italiano dedito all'esecuzione di musica strumentale ebraica.
Nel 1993 progetta Publiphono, performance audio ambientale basata sul sistema di diffusione sonora della spiaggia di Rimini, lungo 15 km di costa. Nel 1995 è il direttore artistico del Network Mediterraneo di Horizontal Radio, uno fra i primi progetti basati su telecomunicazioni, nello specifico radio, arte e Internet.  Il suo lavoro nell'ambito della radiofonia lo ha portato dal 1989 alla creazione di un corpus di opere originali, progetti radiofonici dal vivo, uno dei primi La lunga notte, concerto in simultanea interattiva con vari ponti radio, e all'ideazione del festival L'Arte dell'Ascolto (LADA)   
che si è svolto in Italia dal 1991 al 1998 ed è stato realizzato insieme a RAI e ORF.
Nel 1995 ha creato Radio Lada, una delle prime web radio d'arte pensata come spazio espositivo per sound art; lo stesso anno vede la première all'Opera di Vienna della composizione Nodas insieme a Kronos Quartet. Nel 2017 ha fondato Usmaradio,  emittente dedicata alla ricerca sonora e alla cultura e Centro di Ricerca per la Radiofonia, prodotta dall'Università degli Studi della Repubblica di San Marino; nella stessa università, dal 2015, è docente di Exhibit e Experience Design al Corso di Laurea magistrale in Design. 
Dal 1999 al 2001 crea su invito di Mario Martone ITACA: il palcoscenico elettronico del Teatro di Roma: per due anni al Teatro Argentina di Roma, il luogo fisico dello spettacolo si incontra con lo spazio sonoro di Internet e della radio.
Dal 1997 al 2001, a partire da Trance Bakxai e Scanning Bacchae, progetta con Giardini Pensili l'indagine artistica di un teatro che integra l'era digitale delle nuove tecnologie alla classicità del testo euripideo Le Baccanti.
Nel 2001 crea l'opera teatrale e musicale Metamorfosi interpretata dall'attrice Anna Bonaiuto. Lo spettacolo è andato in onda in diretta su Rai Radio 3, mentre il documentario del progetto – "Camera Oscura" – ha partecipato alla selezione ufficiale del 54º Festival Internazionale del Cinema di Locarno. Nel 2002 va in scena ad Atene Animalie, una pièce che ha come testo di riferimento L'aperto. L'uomo e l'animale, di Giorgio Agamben.
Insieme a Olga Neuwirth crea ed esegue nel 2004 il concerto scenico Italia Anno Zero, da testi di Gramsci, Leopardi, Pasolini, presentato ai festival europei Budapest Autumn Festival, Wien Modern, MaerzMusik Berlin, Huddersfield, Musica Strasbourg. 2006, realizzazione di Organo magico organo laico al Teatro Valli di Reggio Emilia e prima al Teatro Comunale di Monfalcone della pièce di teatro-musica Cenere, da testi e voci di Amelia Rosselli e Gabriele Frasca. A Berlino, all'interno di Heiner Müller Werkstatt, con Giardini Pensili realizza Greuelmärchen.
Nel 2008 è regista e compositore del ciclo di spettacoli L'Assedio delle Ceneri prodotto dal Napoli Teatro Festival e curato da Gabriele Frasca. L'intero ciclo viene trasmesso da Rai Radio 3. Nello stesso anno dirige il film Nitschland Napoli in occasione dell'inaugurazione del Museo Nitsch Napoli.
Nel 2011 compone l'opera De bello Gallico Rimini Enklave, per voce e clavicembalo; l'opera viene rappresentata presso il Teatro "A. Galli" di Rimini, parzialmente distrutto durante la seconda guerra mondiale e riaperto per l'occasione.
Nel 2012 crea l'installazione audio-video Ye Shanghai – prodotta da SH Contemporary e Arthub – basata sulla storia del Ghetto di Shanghai prima del 1949, proposta al MAO di Torino.
Nel 2013 crea a Göteborg l'installazione architetturale site-specific Tunnel Tales su commissione del GIBCA Göteborg International Biennial for Contemporary Art. Inizialmente pensato come intervento temporaneo, diventa permanente.
Nel 2014 crea per il Teatro Valli di Reggio Emilia l'opera Il grande bianco per coro alpino, ensemble strumentale e live electronics. Si tratta di una rappresentazione scenica sulla Grande Guerra in cui il pubblico può muoversi fisicamente tra trincee, fumo e ricostruzioni allestite per l'occasione.
Nel 2015 ha ricevuto il Premio Napoli per la lingua e la cultura italiana assieme a Bianca Pitzorno, Paolo Poli e Serena Vitale.
Nel 2021 è regista, scenografo e costumista di Repertoire, opera di Mauricio Kagel a Aperto Festival di Reggio Emilia.
Nel 2022 crea l'opera permanente Ductus per la Galleria Nazionale dell'Umbria. 
Nel 2023 crea l'opera Mappia su commissione del Ministero della cultura italiano in occasione della candidatura Lista del Patromonio Mondiale UNESCO della Via Appia.

## Discografia
- Napoli (1993)
- Ars Acustica International - EBU Selection 1994 /La lunga notte/ (1995)
- Many Many Voices (1995)
- Horizontal Radio (1996)
- Familie Auer (1996)[39]
- Ozio (2000)[40]
- City Sonics /EMN40/ (2003)
- In Two Worlds (2004)
- Pneuma (2004)
- AVN+RPD (con Absolute Value of Noise) (2005)
- WITZ FM (con Francesca Mizzoni) (2006)
- Sparks (2007)
- Alluro (2010)[41]
- The Maya Effect (con Scanner) (2011)
- Japanese Girls at the Harbor (con Yasuhiro Morinaga) (2012)
- Ye Shanghai (2014)
- 1915 The Armenian Files (2015)[42] [43]
- Long Night Talks (2020)

## Filmografia
- Camera Obscura (2001)[44]
- RAX (2001)
- Blue Stories (2001)
- EMN40 (2002)
- Dust (2003)
- Petroleo México (2005)
- Shadows (2007)
- Heidi Grundmann (2007)
- Nitschland Napoli (2008)
- Atlas of Emotion Stream (2009)
- Ye Shanghai (2013)
- 1915 The Armenian Files (2015)[45]
- Fronti (2015)[46]
- Douala Flow (2017)
- Il colore Bruno (2017)
- In darkness let me dwell (2018)
- Appunto Angheben (2019)

## Pubblicazioni
- Roberto Paci Dalò e Isabella Bordoni, Giardini Pensili. Il libro dei paesaggi, Ravenna: Exit Edizioni, 1987.
- Roberto Paci Dalò e Leonardo Montecchi (a cura di), Officine della dissociazione, Bologna: Pitagora Editrice, 2000.
- Roberto Paci Dalò e Savina Fragliasso, Pneuma. Giardini Pensili un paesaggio sonoro, Monfalcone: Teatro Comunale di Monfalcone, 2005.
- Roberto Paci Dalò e Emanuele Quinz (a cura di), Millesuoni. Deleuze, Guattari e la musica elettronica, Napoli: Cronopio, 2006. Contributions by Paul D. Miller aka DJ Spooky, Guy-Marc Hinant, Achim Szpeanski, Christopher Cox, Timothy S. Murphy, Philippe Franck.
- AA.VV., Re-inventing Radio - Aspects of radio as art,  Heidi Grundmann, Elisabeth Zimmermann, Reinhard Braun, Dieter Daniels, Andreas Hirsch, Anne Thurmann-Jajes (a cura di), Frankfurt am Main: Revolver books, 2008, ISBN 978-3-86588-453-4.
- Roberto Paci Dalò, Storie di lupi e lepri, Napoli: Hde, 2009 (libro + cd).
- Roberto Paci Dalò, Filmnero, Milano: Marsèll, 2016.
- Roberto Paci Dalò, Ombre, Macerata: Quodlibet, 2019.
- Roberto Paci Dalò, eBAU. Art Dreams for the New European Bauhaus, Macerata: Quodlibet, 2024.[47]